# حامد نورمحمدی
حامد نورمحمدی دانشجوی ترم ۴ رشته زیست‌شناسی دانشگاه شیراز، اصالتاً اهل الشتر در استان لرستان که به موازات اعتراضات جنبش سبز در ۱ اسفند ۱۳۸۹ در شیراز کشته شد. در برخی از منابع ادعا می‌شود حامد نورمحمدی از پل روگذر حد فاصل میدان دانشجو و میدان نمازی در شیراز توسط مأموران امنیتی به پایین پرت شده و پس از برخورد ماشین در سطح خیابان پایین (خیابان ساحلی) جان خود را از دست داد. در حالیکه، محمد مؤذنی، رئیس دانشگاه شیراز، کشته شدن حامد نورمحمدی به وسیله مأموران امنیتی در تظاهرات ۱ اسفند جنبش سبز را تکذیب کرد و مدعی شد «تصادف با یک دستگاه خودروی سواری شخصی» دلیل مرگ نورمحمدی بوده‌است. او به خبرگزاری فارس گفت: «بنده با راننده خودروی مذکور صحبت کردم و او سرعت بالا را علت تصادف ذکر کرد و گفت که نتوانسته‌است خودروی خود را به خوبی کنترل کند و به همین دلیل با این دانشجو تصادف کرده‌است.»
پس از کشته شدن حامد نورمحمدی نیروهای حراست دانشگاه با حضور در خوابگاه دستغیب به تهدید دانشجویان پرداختند و قصد ممانعت از برگزاری مراسم یادبود حامد نورمحمدی را داشتند که با مقاومت دانشجویان روبرو شدند. هم چنین حراست دانشگاه شیراز با احضار دوستان و هم اتاقی‌های نامبرده، آنها را به شدت تهدید کرد که هیچگونه خبری از کشته شدن این دانشجوی دانشگاه شیراز به بیرون ارسال نشود.
دانشجویان دانشگاه شیراز پس از کشته شدن حامد نورمحمدی در ۳ اسفند با حضور در میدان پردیس دانشگاه شیراز به اعتراض پرداختند اما این تجمع با دخالت نیروهای حراست و بسیج دانشگاه به خشونت کشیده شد.

## تکذیب پدر حامد نور محمدی
عزت‌الله نورمحمدی پدر حامد نورمحمدی در یک نشست خبری با حضور خبرنگاران برخی ادعاها در مورد نحوهٔ کشته شدن پسرش را تکذیب کرد. وی اعلام کرد
حامد فقط در اثر سانحه رانندگی فوت کرده و هیچ موضوع سیاسی در میان نیست